# Die Perlen des Dr. Talmadge
Die Perlen des Dr. Talmadge ist ein deutscher Detektivfilm aus dem Jahre 1924 der Filmreihe Stuart Webbs. Die Titelrolle spielt Ernst Reicher.

## Handlung
Eine Einbrecherbande lockt Stuart Webbs aus seinem Haus, denn die Gauner benötigen dessen Domizil für ein Schurkenstück. Man hat vor, eine junge Juwelenerbin dorthin zu locken, damit diese, im Glauben auf Webbs zu treffen, in einen Hinterhalt gerät. Wie stets greift Webbs im letzten Moment ein und kann die Gangsterbande unschädlich machen und der Erbin, die sich inzwischen mit einem Miterben verlobt hat, die entwendeten Klunker wieder zurückgeben.

## Produktionsnotizen
Die Perlen des Dr. Talmadge passierte die Filmzensur am 30. Juli 1924 und wurde im Januar 1925 in der Schauburg uraufgeführt. Der sechsaktige Film besaß 2180 Meter Länge und wurde mit Jugendverbot belegt.
Der Film wurde in den Studios von Geiselgasteig gedreht. Max Heilbronner schuf die Bauten.

## Kritik
In Paimann’s Filmlisten ist zu lesen: „Das Sujet ist interessant gearbeitet, mit heiteren Intermezzos, spannend inszeniert und von einer guten Darstellung zur Geltung gebracht Aufmachung und Photographie sind gut.“